# Eriophorum gracilifolium
Eriophorum gracilifolium är en halvgräsart som beskrevs av M.S.Novos. Eriophorum gracilifolium ingår i släktet ängsullssläktet, och familjen halvgräs. Inga underarter finns listade i Catalogue of Life.